# Absolut flertal
 Ikke at forveksle med kvalificeret flertal.
 Der er for få eller ingen kildehenvisninger i denne artikel, hvilket er et problem. Du kan hjælpe ved at angive troværdige kilder til de påstande, som fremføres i artiklen.

Absolut flertal indebærer, at ét politisk parti alene har mere end halvdelen af mandaterne i en parlamentarisk forsamling – f.eks. hvis partiet har 16 ud af 31 pladser. I det tilfælde kan partiet regere alene uden at danne en koalition med et eller flere andre partier. 
I Danmark er det ikke siden valget i 1903 lykkedes et enkelt parti at få flertallet i den demokratisk valgte forsamling, Folketinget,[kilde mangler] og efter indførelsen af forholdstalsvalg med grundlovene i 1915 og 1920 er mulighederne herfor blevet begrænset. Det nærmeste man har været på et absolut flertal var da Socialdemokratiet ved valget i 1935 fik 46,4 % af de afgivne stemmer.
Herhjemme er absolut flertal således kun et fænomen, man ser i kommunerne, hvor særligt kommunerne på Københavns Vestegn ofte har absolut socialdemokratisk flertal, mens Venstre har absolut flertal i flere syd-, midt- og vestjyske kommunalbestyrelser. De Konservative havde i mange år absolut flertal i Frederiksberg Kommune, senest ved kommunalvalget 2005. I perioden 1997-2003 havde Farums daværende borgmester Peter Brixtoftes parti Venstre 11 ud af 19 pladser i byrådet og havde således absolut flertal.
I Storbritannien har Labour absolut flertal i parlamentet siden valget i 2024, hvilket er almindeligt i lande som Storbritannien og USA med flertalsvalg i enkeltmandskredse.

## Kommunalbestyrelser med absolut flertal
I de følgende kommuner fik ét parti absolut flertal ved kommunalvalget 2021, og har derfor flertal i kommunalbestyrelsen i perioden 1. januar 2022 til 31. december 2025. Rævekager, partiskift, og andre ting der kan påvirke et absolut flertal, er ikke reflekteret her.

### Konservative
- Gentofte Kommune - 12 ud af 19 pladser.
- Høje-Taastrup Kommune - 11 ud af 21 pladser.
- Lyngby-Taarbæk Kommune - 11 ud af 21 pladser.
- Vallensbæk Kommune - 9 ud af 15 pladser.

### Socialdemokratiet
- Ballerup Kommune - 13 ud af 25 pladser.
- Brøndby Kommune - 11 ud af 19 pladser.
- Frederikshavn Kommune - 18 ud af 29 pladser.
- Halsnæs Kommune - 11 ud af 21 pladser.
- Holbæk Kommune - 19 ud af 31 pladser.

### Venstre
- Herning Kommune - 17 ud af 31 pladser.
- Lemvig Kommune - 11 ud af 21 pladser.
- Morsø Kommune - 11 ud af 21 pladser.
- Nyborg Kommune - 14 ud af 25 pladser.